# Petra Erdtmann

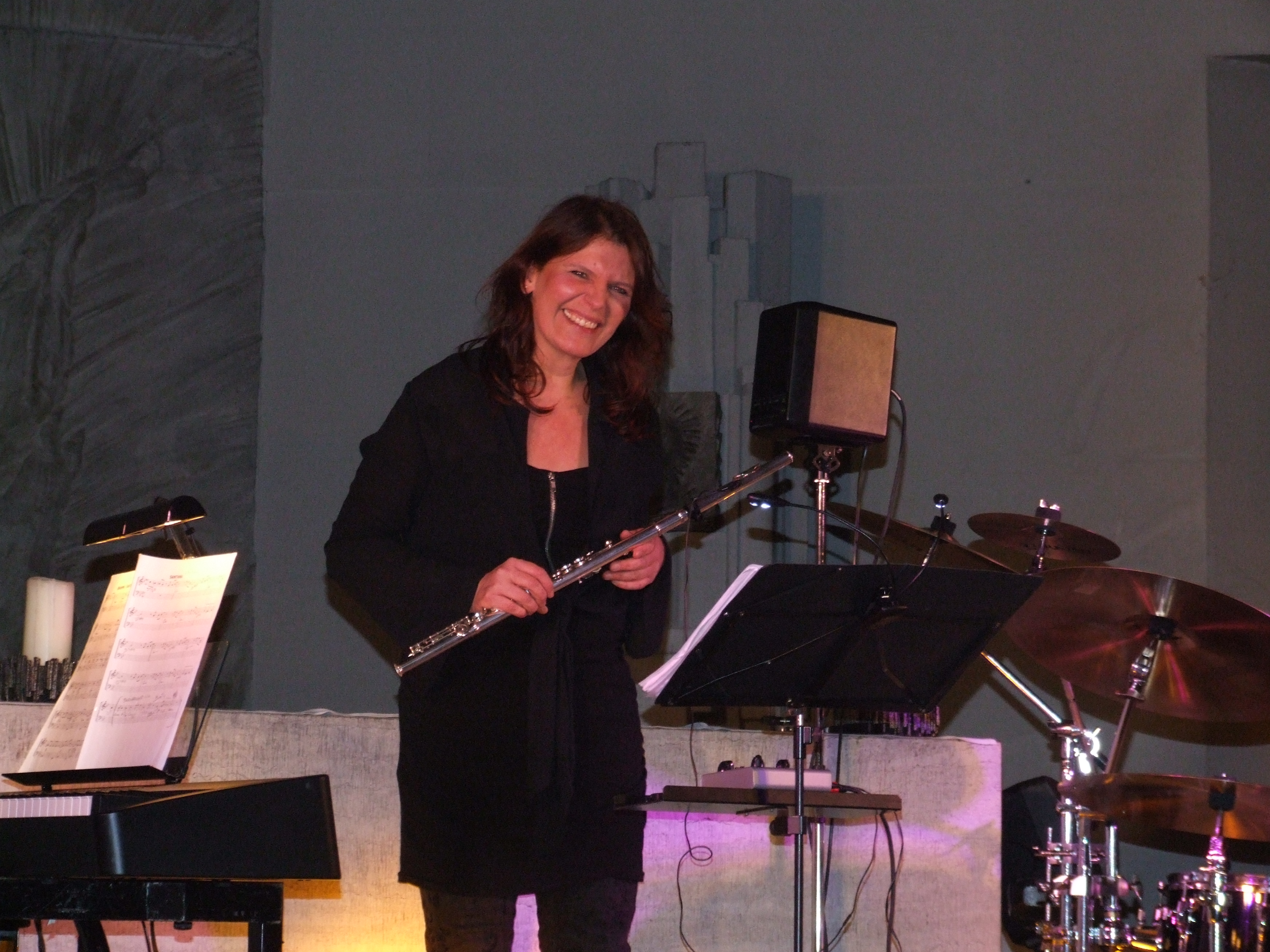
Petra Erdtmann in der Band Thirty Fingers im Februar 2013 in St. Konrad, Speyer bei einem Zwischenapplaus

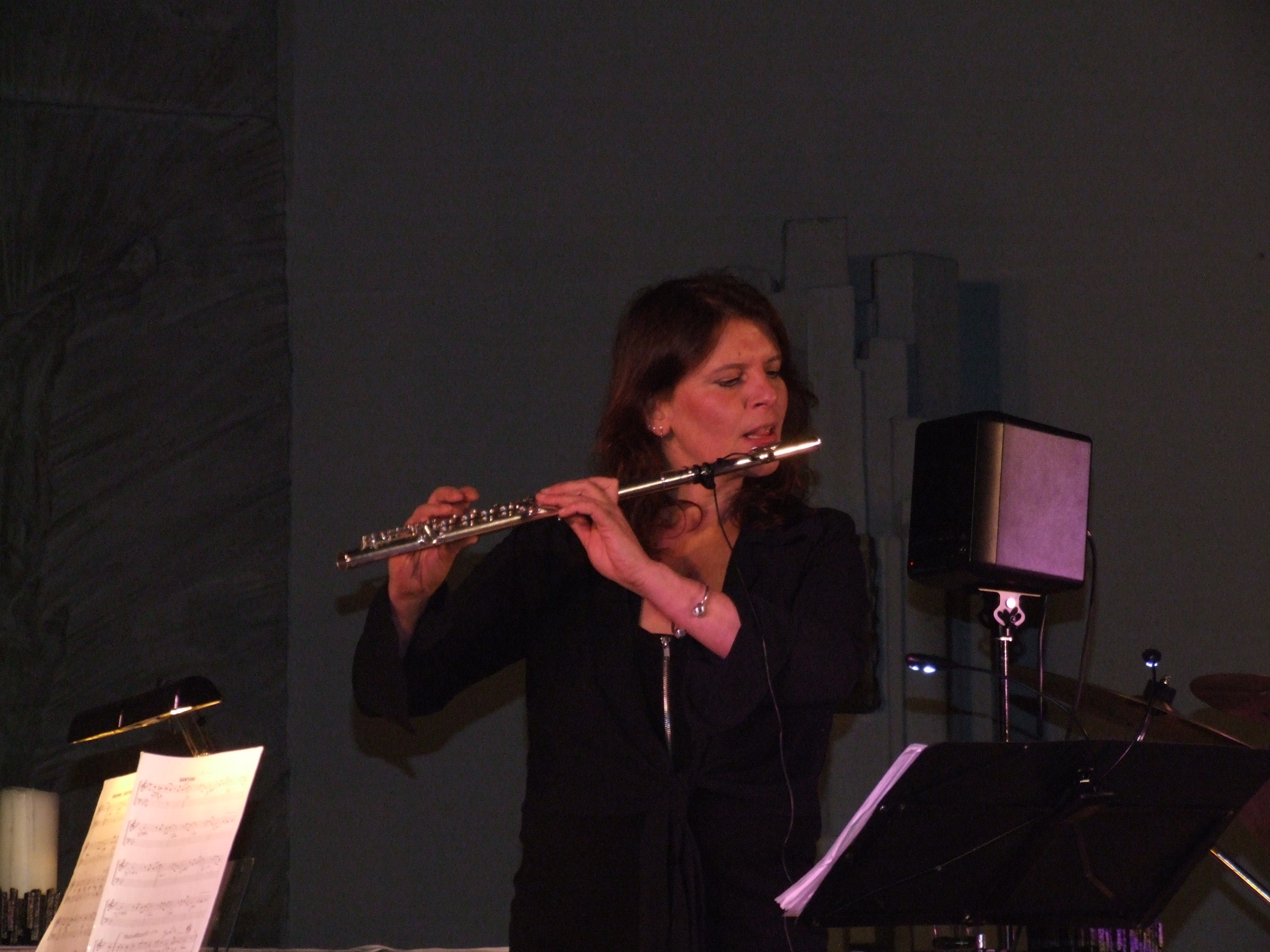
Petra Erdtmann beim Spiel mit ihrer Querflöte

Petra Erdtmann (* 1967 in Bad Kreuznach) ist eine deutsche Querflötistin und Musikpädagogin, die in Bad Kreuznach lebt. Sie spielt aktuell mit dem Keyboarder und Arrangeur Joe Völker und dem Schlagzeuger Peter Götzmann in der Jazzband Thirty Fingers, die Melodien aus allen Musikepochen in ein modernes Gewand kleidet. Außerdem spielt sie ihr Instrument Querflöte in dem deutschen Instrumentalensemble Chantal. Seit 2006 unterrichtet sie Querflöte an der Musikschule Mittlere Nahe e.V. und führt mit ihrer Ausbildungsklasse das Musikprojekt Windstärke 11 durch.

## Ausbildung und Lebensweg
Das Spielen der Querflöte lernte Petra Erdtmann seit 1976. Sie studierte in Wiesbaden bei Elmar Baumann Musikpädagogik und ging dann an die Hochschule für Musik und Darstellende Kunst Frankfurt am Main, um bei Klaus Pohlers Orchestermusik zu studieren.

## Querflötenquartett Flûtes joyeuses
1988 war sie Mitgründerin des Querflötenquartetts Flûtes joyeuses mit den Ensemblemitgliedern Alice Levy-Janicaud, Marietta Fischesser und Dominique Litzenbörger. Das Quartett konzertierte nicht nur in Deutschland und in Dijon, Montreux und Klagenfurt, sondern wurde auch immer wieder zur Umrahmung von feierlichen Veranstaltungen engagiert, so im Wiesbadener Landtag mit dem Friedensnobelpreisträger Willy Brandt und 1992 bei der Einweihung des neuen Plenarsaales des Bundestages (Bonn) - mit dem damaligen Bundeskanzler Helmut Kohl und der Bundestagspräsidentin Rita Süssmuth. Den Part von Dominique Litzenbörger übernahm Norma Lukoschek, mit der Petra Erdtmann noch heute eine rege Konzerttätigkeit verbindet.

## Werke
Als Querflötistin auf folgenden Compact Disketten
- 2005: Blue Lines - Between the Lines (Zounds)
- 2010: Thirty Fingers. Morning Mood, Maxi-CD
  - Morgenstimmung aus der »Peer-Gynt-Suite« (E Grieg) 4:08;
  - Der Schwan aus dem »Karneval der Tiere« (Camille Saint-Saëns) 2:39
  - Pavane (Gabriel Fauré) 3:02;
  - Prelude aus der Cellosuite No. 1 (Johann Sebastian Bach)
- 2012: Thirty Fingers. Zeitlos, EAN 4260169750178,
  - Wuth über den verlorenen Groschen (L. v. Beethoven) 5:23
  - Cloud 2 Blues (R. Granzin) 3:18
  - Adagio g-Moll (T. Albinoni) 3:26
  - Libertango (A. Piazzolla) 4:20
  - Frühling, 2. Satz, aus den »Vier Jahreszeiten« (A. Vivaldi) 5:47
  - Ankunft der Königin von Saaba (G. F. Händel) 3:22
  - James (P. Metheny) 3:42
  - Poco allegretto aus der 3. Sinfonie F-Dur (J. Brahms) 3:47
  - Ungarischer Tanz No. 5 (J. Brahms) 2:26
  - Il vecchio castello aus »Bilder einer Ausstellung« (M. Mussorgski) 4:53
  - Präludium und Fuge in c-Moll, aus dem »Wohltemperierten Clavier«, Teil I BWV 847 (J. S. Bach) 6:36
  - Walzer Nr. 2 aus der Suite No. 2 für Jazz-Orchester (D. Schostakowitsch) 3:41
  - Türkischer Marsch (W. A. Mozart) 5:01

Als Flötistin bei Chantal
- 1997: The Best Of Chantal Volume 2
- 1998: Wintermusikfestival
- 1999: Classicals, Traditionals & Populars Volume 1
- 2000: Classicals, Traditionals & Populars Volume 2
- 2000: Populars Volume 1
- 2001: Best of Chantal - Stairway To Heaven
- 2001: Classicals Volume 1
- 2001: Musik zum Entspannen
- 2002: Beatles Strictly Instrumental
- 2003: Live At The Cavern
- 2004: Golden Christmas
- 2004: Chantal meets Tony Sheridan - A Beatles Story
- 2005: At Abbey Road
- 2006: Tell Me If You Can - Single
- 2006: Chantal Plays Beatles No 1's
- 2007: Chantal & Herman's Hermits Live in Germany
- 2008: Festliche Weihnachten mit dem Instrumental-Ensemble Chantal und Karl Kardinal Lehmann
- 2009: Classicals, Traditionals & Populars Volume 3
- 2013: Instrumental Music to Relax - Chantal plays Beatles for Wellness

DVDs mit Chantal:
- Chantal meets Tony Sheridan - A Beatles Story